# You Are the Only One (sång av Sergej Lazarev)
You Are the Only One är en låt framförd av den ryska sångaren Sergej Lazarev. Den var Rysslands bidrag till Eurovision Song Contest 2016 där den kom trea i finalen. Den fick flest tittarröster av alla, men bara femte flest juryröster.

## Komposition och utgivning
Låtens musik är komponerad av Filipp Kirkorov och Dimitris Kontopoulos, med text skriven av John Ballard och Ralph Charlie. Den är även producerad av Kontopoulos. Singeln släpptes för digital nedladdning den 5 mars 2016.
Samtidigt släpptes även den officiella musikvideon som är regisserad av Konstantin Cherepkov. I videon medverkar Vladislava Evtushenko som representerade Ryssland i Miss Universum år 2015. Videon hade fler än tre miljoner visningar på Youtube i mars 2016.

## Eurovision
Den 10 december 2015 blev det klart att Sergej Lazarev skulle representera Ryssland i Eurovision Song Contest 2016 i Stockholm. Hans låt presenterades i och med släppet av "You Are the Only One" den 5 mars 2016.
Han framförde bidraget i den första semifinalen i Globen den 10 maj 2016 där han gick vidare till finalen. Finalen ägde rum den 14 maj 2016. Låten kom trea i finalen, efter att ha fått flest telefonröster av samtliga deltagare men kommit femma hos juryrösterna.